# 遙控直升機

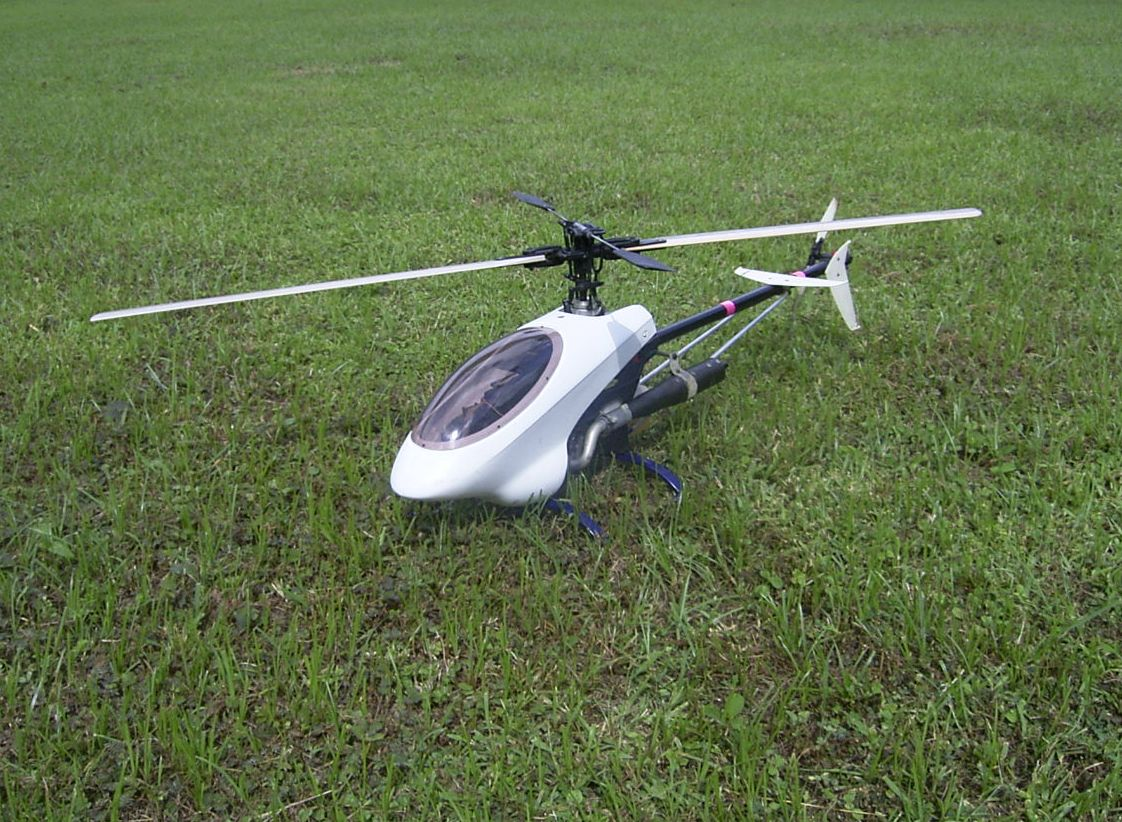
遙控直升機

遙控直升機是遙控模型的一種。基於構造、空氣動力學及飛行訓練的不同，遙控直升機跟遙控飛機是兩種不同的遙控模型。操控遙控直升機並不容易，遙控直升機操控失當而傷人的事件屢見不鮮。
簡單區分油機和電機，靠著旋翼產生的動力上升，由伺服機控制前後、傾斜、旋轉等動作。
高手還可做出高難度的動作，如：倒飛、360度大車翻等,鐘擺,自旋翻...

## 結構
遙控器與遙控直升機之間的訊號傳輸，常使用RF射頻無線電。主要使用40MHz、72MHz、2.4GHz<目前廣為大眾使用,優點:不會撞頻,即自動跳頻技術FHSS>，這3個頻寬帶。
在同一個地區，同時使用同一個廠牌的同一種型號的遙控直升機，有可能因為使用同樣的無線電頻率，而難以操作產生意外事故。

## 製造商
- 亞拓電器
- 雷虎科技股份有限公司
- 泰世科技模型有限公司
- MIKADO
- 3DMP
- OUTRANGE
- GOOSKY
- HIROBO
- JR PROPO
- SAB
- X-CELL
- AVANT/
- KASAMA
- JIN XING DA

## 零件
主要優點為可以只單獨更換損壞部位的零件無須整台換掉

## 分類方式
分為F3C<國家代表隊可參加> 與一般3D

### 依動力分類
電力分為100/200/250/400/450/500/550/600/700/800級<級數是以單支槳的長度界定/單位:mm>
木精可分為30/50/90級<級數依引擎級別界定>

#### 馬達
目前主流為天蠍星精密工業<SCORPION>生產之HK-XXXX系列

#### 木精發動機
目前市面上常見有15級18級32級46級50級61級70級80級91級，大部分可區隔30級50級91級，主流機種為90級，91級的多為進階玩家使用於競技項目。引擎1cc換算為6級。
引擎以OS和YS為主流

#### 渦輪發動機
一種高動力推進器

### 依旋翼結構分類
有平衡翼<FLY-BAR>
無平衡翼<FLY-BAR-LESS>簡稱FES或FBL

#### 可變螺距
遙控直升機機體上，有一主軸連結機體與主旋翼，主旋翼高速旋轉產生浮力(旋翼機)。
轉速的高低必須調整主旋翼的攻角，避免主旋翼低轉速高攻角造成翼端失速，調整主旋翼會經由一個十字盤上下移動，變更主旋翼的攻角，所以主旋翼會隨著油門(引擎出力)的大小，經由混控改變主旋翼的攻角。
一般基礎飛行設定，以50-90級油機為例，特技開關部分:
N靜態演技最低負3-4度，中間5.5-6度，最高10-12度，油門曲線設定0%30%50%70%100%。
ID-1.上空航道飛行，最低負6度，中間2-4度，最高9-10度，油門曲線設定70%60%50%70%100%。
ID-2.3D設定，最低負9.5-10度，中間0-2度，最高正9-10，油門曲線設定100%70%60%70%100。

#### 固定螺距
一般休閒玩具型遙控直升機，減少零件降低成本以及維修困難程度。顧名思義主旋翼攻角為固定角度，改變轉速達到調整浮力的大小，所以主旋翼攻角不會隨著油門大小變更角度，主旋翼無法做負角度切換，所以無法於飛行中翻滾倒立飛行。

#### 同軸雙槳
單槳直升機主旋翼在旋轉時因反作用力會令機身作出與主旋翼相反方向的旋轉而令到難以操作 因此直升機後方會有一個尾旋翼 在主翼旋轉時尾翼可以向反作用力方向推進 令機身得到平衡
雙槳直升機在同一軸上有兩對不同高低的槳各自以左右方向旋轉 各自抵消另一方向的反作用力 因而不須尾旋翼便可穩定的在空中飛行

#### 充電
玩具型可用遙控器充電
專業型須經由專門之充電器進行充電

## 用途
- 娛樂或表演用
- 航空攝影
- 噴灑農藥
- 救助活動
- 偵察任務（體積小，不易被傳統雷達所偵測，但電池續航力(endurance)不足是其最大缺點）

## 相關
- 無人飛行載具
- 遙控飛機、四轴飞行器、 無人機
- 遙控車
- 遙控船
- 遙控機械人

## 外部連結
- （英文）遙控飛行百科全書 （页面存档备份，存于）
- （英文）A comprehensive R/C Helicopter links directory （页面存档备份，存于）
- （英文）A complete description of the operating principles behind the flybar and Hiller/Bell-Hiller style rotor heads